# 윙드
윙드(본명: 박태진, 1992년 8월 20일 ~ )은 대한민국의 전직 리그 오브 레전드 프로게이머이다. 현재 프로게임단 지도자로도 활동하고 있다. 선수 시절 아이디는 Winged이며 포지션은 정글이었다. 현재 광동 프릭스의 2군팀 감독을 맡고 있다.

## 선수 시절
2013년 10월, 나진 블랙 소드에 입단하면서 프로 커리어를 시작했다. 2013-2014 윈터시즌 팀의 NLB 리그 준우승에 기여했다.
2014년 2월, 브라질리그의 키드 스타즈에 입단했다. 키드 스타즈에서 활동하면서 브라질 게이밍 리그 아레나 2014 우승, 셀렉터컵 2014 우승, X5 메가 아레나 우승, 라이엇 브라질리언 챔피언리그 2014 우승에 기여했다.
2015시즌을 앞두고 진에어 그린윙스에 입단했다. 스프링 시즌에서는 체이서의 서브 선수로 활동했다. 서머 시즌에서는 2군팀으로 챌린저스에 참가했다.
2016시즌에서는 주전 경쟁 상대였던 채이시가 이적함에 따라 팀의 주전 정글러로 도약했다. 2016 스프링 시즌에서는 준수한 폼을 보여주면서 팀의 포스트시즌 진출에 기여했다.
2017시즌을 앞두고 CJ 엔투스에 입단했다. CJ에서는 주전 선수로 활동하면서 팀을 이끌었다. 하지만 팀은 승격에 실패했다.
2018시즌을 앞두고 레드 카니즈에 입단했다. 2018년 11월 23일, 팀에서 퇴단하면서 은퇴를 선언했다.

## 지도자 생활
2018년 12월 12일 ,VSG의 코치로 부임했다.
2020시즌을 앞두고 APK 프린스의 코치로 부임했다.
2021시즌을 앞두고 PSG 탈론의 코치로 부임했다. PSG 소속으로 팀의 2021 스프링 시즌 우승에 기여했다. 2021 MSI에 코치자격으로 합류했으며 팀의 4강 진출에 기여했다. 서머 시즌에서도 팀이 PCS를 다시 한 번 우승하는데 있어 기여를 했다. 리그 오브 레전드 월드 챔피언십 2021에서는 코치로 참가를 했다.
2022시즌을 앞두고 광동 프릭스의 2군 감독으로 부임했다.

## 소속팀

### 선수
| # | 팀명            | 소속 기간             | 소속 리그 | 비고 |
| - | --------------- | --------------------- | --------- | ---- |
| 1 | 나진 블랙 소드  | 2013.10~2014.02.05    | LCK       |      |
| 2 | 키드 스타즈     | 2014.02.11~2014.07.29 | CBLOL     |      |
| 3 | 진에어 그린윙스 | 2014.12~2016.12.05    | LCK       |      |
| 4 | CJ 엔투스       | 2016.12.12~2017.11.13 | CK        |      |
| 5 | 레드 카니즈     | 2017.12.11~2018.11.23 | CBLOL     |      |

### 지도자
| # | 팀명        | 직책     | 소속 기간             | 소속 리그 | 비고 |
| - | ----------- | -------- | --------------------- | --------- | ---- |
| 1 | VSG         | 코치     | 2018.12.12~2019.10.01 | CK        |      |
| 2 | APK 프린스  | 코치     | 2019.12.10~2020.11.16 | LCK       |      |
| 3 | PSG 탈론    | 코치     | 2020.12.12~2021.12.23 | PCS       |      |
| 6 | 광동 프릭스 | 2군 감독 | 2021.12.23~           | LCK       |      |

## 수상 내역

### 선수
- ZOTAC 나이스게임TV 리그 오브 레전드 배틀 윈터 2013-2014 준우승
- 브라질 게이밍 리그 아레나 2014 우승
- 셀렉터컵 2014 우승
- X5 메가 아레나 우승
- 서킷 브라질리언 리그 오브 레전드 2014 우승
- 네네치킨 리그 오브 레전드 챌린저스 코리아 서머 2015 리그 2 우승
- 리그 오브 레전드 챌린저스 코리아 스프링 2017 준우승
- 리그 오브 레전드 챌린저스 코리아 서머 2017 우승

### 지도자
- 제닉스 리그 오브 레전드 챌린저스 코리아 스프링 2019 준우승 (VSG)
- 제닉스 리그 오브 레전드 챌린저스 코리아 서머 2019 3위 (VSG)
- 퍼시픽 챔피언십 시리즈 스프링 2021 우승
- 리그 오브 레전드 미드 시즌 인비테이셔널 2021 4강